# آرتم خاچاطور
آرتم خاچاطور (ارمنی: Արտեմ Խաչատուր؛  زادهٔ ۱۸ اکتبر ۱۹۶۸) آهنگساز اهل ارمنستان است. وی از سال میلادی تاکنون مشغول فعالیت بوده است.

## زندگی‌نامه
وی در ۱۸ اکتبر ۱۹۶۸ ‏در لنیناکان به دنیا آمد . همچنین برندهٔ جوایزی همچون هنرمند شایسته جمهوری ارمنستان (۲۰۰۸) مدال طلای وزارت فرهنگ جمهوری ارمنستان شده است.